# Liolaemus fuscus
Liolaemus fuscus este o specie de șopârle din genul Liolaemus, familia Tropiduridae, descrisă de Boulenger 1885. Conform Catalogue of Life specia Liolaemus fuscus nu are subspecii cunoscute.